# Maebashi
Maebashi (前橋市 Maebashi-shi) é capital da prefeitura de Gunma, localizada na região de Kantō, Japão
Em 2003 a cidade tinha uma população estimada em 321 813 habitantes e uma densidade populacional de 1334 h/km². Tem uma área total de 241,22 km².
Recebeu o estatuto de cidade a 1 de Abril de 1892.

## Cidades-irmãs
- Birmingham, EUA
- Menasha, EUA
- Orvieto, Itália